# ابوذر مهاجر
ابوذر مهاجر (انگلیسی: Abouzar Mohajer؛ زادهٔ ۱۹ مهٔ ۱۹۸۹) بازیکن کبدی اهل ایران است.
وی در مسابقات کشوری و بین‌المللی در مجموع برندهٔ ۱ مدال طلا، ۱ مدال نقره شده‌است.